# Oliver Bottini
Pour les articles homonymes, voir Bottini.
Oliver Bottini, né le 21 avril 1965 à Nuremberg dans le land de la Bavière, est un romancier, nouvelliste, essayiste et journaliste allemand. 

## Biographie
Bottini naît en 1965 à Nuremberg en Bavière. Il effectue ses études secondaires à Munich et diplômé, voyage en Australie et en Nouvelle-Zélande. De retour à Munich, il reprend ses études à l'université Louis-et-Maximilien où il suit des cours de littérature, d'allemand et d'italien. Il travaille ensuite comme journaliste indépendant et reprend ses études pour suivre des cours de marketing.
Il commence à publier des essais sur la méditation, le bouddhisme, le zen et le Qi gong. Il débute en 2005 une carrière de romancier avec la publication du roman Meurtre sous le signe du zen (Mord im Zeichen des Zen), premier volume d'une série de romans policiers consacrés aux enquêtes de la commissaire Louise Bonì-Reihe installée à Fribourg.
En 2007, il obtient une bourse et passe trois mois à Osijek, en Croatie, pour écrire le roman Au nom des pères (Im Auftrag der Väter) qui évoque les conditions de vie des réfugiés.
En 2008, il s'installe à Berlin. En 2014, il signe le thriller politique Paix à leurs armes (Ein paar Tage Licht), récit se déroulant en Algérie et évoquant le trafic d'armes et les relations géopolitiques de cette région avec l'Europe.
En 2015 et 2016, la réalisatrice allemande Brigitte Maria Bertele (de) réalise deux téléfilms consacrés aux enquêtes de la commissaire Louise Bonì-Reihe incarnée à l'écran par l'actrice allemande d'origine iranienne Melika Foroutan. 
Au cours de sa carrière, Bottini a reçu pour sa série consacrée aux enquêtes de la commissaire Louise Bonì-Reihe plusieurs places d'honneurs au prestigieux Deutscher Krimi Preis (de).

## Thèmes
La série Louise Bonì-Reihe s'appuie sur le personnage principal, Louise, commissaire de police judiciaire à Fribourg-en-Brisgau (Bade-Wurtemberg, Allemagne). Née d'un couple mixte séparé (père allemand, mère française), sortie d'un mariage compliqué, elle travaille efficacement surtout à l'intuition, ce qui lui vaut l'admiration et l'inquiétude de ses collègues et supérieurs, quelques écarts de déontologie policière, et des blessures par balle pour exposition inconsidérée. Hors du travail, elle se pose les mêmes problèmes d'identité, et de féminité.
Chacun des romans, dont l'action se déroule dans les années 2000, creuse cette personnalité mais aussi les questions de service public de police (locale, régionale, interrégionale, internationale) et d'identité allemande, au moins dans la mesure où Freiburg n'est ni Lahr ni Stuttgart ni Munich, et que les Souabes ne sont ni Badois ni Bavarois.
Dans Meurtre sous le signe du zen, l'enquête aborde des faits de société : adoption d'enfants (du sud-est asiatique), traite et maltraitance d'enfants, associations de protection, de placement et d'adoption d'enfants, avec utilisation discrète transfrontalière d'un monastère zen en Alsace.
Dans l’Été des meurtriers, l'incendie d'une grange à foin fait exploser un stock d'armes, et révèle un trafic Allemagne-Serbie en lien avec la guerre de Yougoslavie et de Bosnie, et quelques services secrets.
Dans Au nom des pères, s'impose un personnage énigmatique, étrange et menaçant, à accent supposé russe, qui pourrait être un des rapatriés d'Europe de l'ESt (Aussiedler/Spätaussiedler). Mais s'agit-il d'un Ossi (Ossis et Wessis), d'un "rapatrié russe" (Allemands de Russie) d'après 1990, ou d'un survivant de l'expulsion des Allemands d'Europe de l'Est d'après 1945, dont le "rapatriement" reste souvent problématique ? L'enquête se penche sur les traumatismes des "Donauschwaben" (Souabes du Danube), proches des Allemands du Banat : exodes, camp d'internement de Valpovo, Massacre de Bleiburg (mai 1945)...

## Œuvres

### Romans

#### SérieLouise Bonì-Reihe
- Mord im Zeichen des Zen (2005) Publié en français sous le titre Meurtre sous le signe du zen, traduction de Didier Debord, Boulogne, Timée éditions  (ISBN 978-2-3540-1146-8), réédition, La Tour-d'Aigues, éditions de l'Aube, coll. « L'Aube noire », 2014
- Im Sommer der Mörder (2006) Publié en français sous le titre L'Été des meurtriers, traduction de Didier Debord, La Tour-d'Aigues, éditions de l'Aube, coll. « L'Aube noire », 2017 (ISBN 978-2-815-910-38-5)
- Im Auftrag der Väter (2007) Publié en français sous le titre Au nom des pères, traduction de Didier Debord, La Tour-d'Aigues, éditions de l'Aube, coll. « L'Aube noire »,  (ISBN 978-2-8159-1228-0) 2017
- Jäger in der Nacht (2009) (Chasseurs dans la nuit)
- Das verborgene Netz (2010) (Le Web caché)
- Im weißen Kreis (2015) (Dans le cercle blanc)

#### Autres romans
- Der kalte Traum (2015) (Le Rêve froid)
- Ein paar Tage Licht (2014) Publié en français sous le titre Paix à leurs armes, traduction de Didier Debord, Paris, Piranha, coll. « Black Piranha », 2016

### Nouvelles
- Nächstes Jahr in Verbotene Küsse. Seitensprünge und andere sinnliche Fantasien (2005)
- Die einzig wahre Geschichte in Blutgrätsche. Weltmeister-Krimis (2006)
- Leben und sterben in Fröndenberg in Mord am Hellweg III. Kriminalstories (2006)

### Essais
- Das große O.W. Barth-Buch des Zen (2002)
- Das große O.W. Barth-Buch des Buddhismus (2004)
- Die Kraft des Tigers. Qi Gong für jeden Tag (2005)

## Filmographie

### Téléfilms
- 2015 : Begierde - Mord im Zeichen des Zen de Brigitte Maria Bertele (de) réalisé d'après le roman éponyme, avec Melika Foroutan
- 2016 : Begierde - Jäger in der Nacht de Brigitte Maria Bertele (de) réalisé d'après le roman éponyme, avec Melika Foroutan

### Mini-série
- 2022 : Alger Confidentiel, réalisé d'après le roman « Paix à leurs armes ».

## Prix et distinctions notables
- Deutscher Krimi Preis (de), troisième place en 2005 pour Meurtre sous le signe du zen (Mord im Zeichen des Zen),
- Rodio-Bremen-Krimipreis (de) en 2007,
- Deutscher Krimi Preis (de), troisième place en 2007 pour L'Été des meurtriers (Im Sommer der Mörder),
- Berliner Krimipreis Krimifuchs en 2013,
- Deutscher Krimi Preis (de), troisième place en 2013 pour Der kalte Traum,
- Deutscher Krimi Preis (de), deuxième place en 2015 pour Paix à leurs armes (Ein paar Tage Licht).